# Железнодорожный (Башкортостан)
Железнодоро́жный (баш. Железнодорожный) — село в Белорецком районе Республики Башкортостан России. Административный центр и единственный населённый пункт Железнодорожного сельсовета. Согласно переписи 2020 года население составляло  2890 человек.

## География

### Географическое положение
Расстояние до:
- районного центра (Белорецк): 11 км,
- ближайшей ж.-д. станции (Белорецк): 0 км.,
- города Магнитогорск: 90 км.

## Население
| 2002  | 2009  | 2010  | 2012  | 2013  | 2014  | 2015  |
| ----- | ----- | ----- | ----- | ----- | ----- | ----- |
| 2657  | ↗2951 | ↗3020 | ↗3028 | ↘3013 | ↘3004 | →3004 |
| 2016  | 2017  |       |       |       |       |       |
| ↘2988 | ↘2955 |       |       |       |       |       |

## Улицы
| - ул. 50 лет Победы, - пер. Бельский, - ул. Берёзовая, - ул. Вокзальная, - ул. Давлетбаева, - ул. Диспетчерская, - пер. Зелёный, - ул. Исмагилова, | - ул. Лесная, - пер. Лесопильный, - ул. Луговая, - ул. Михайловка, - ул. Молодёжная, - ул. Нефтебазовая, - ул. Песчаная, - ул. Пионерская, | - ул. Полевая, - ул. Промысловая, - ул. Профсоюзная, - ул. Садовая, - ул. Смежная, - ул. Союзная, - ул. Станционная, - ул. Степная, | - ул. Строителей, - ул. Трактовая, - ул. Туристов, - ул. Украинская, - ул. Фунтусова, - ул. Цветочная, - ул. Центральная, - ул. Энергетиков. |

## Религия
В селе есть православная часовня.